# THE WAY HOPE GOES
「THE WAY HOPE GOES」（ザ ウェイ ホープ ゴーズ）は、日本のヒップホップユニットTHA BLUE HERBの4枚目のシングルである。2005年9月2日発売。発売元はTHA BLUE HERB RECORDINGS。

## 概要
- 前作から1年6ヶ月となるシングル。
- 同日にアナログ盤が発売。
- DVD「THAT'S THE WAY HOPE GOES」の最後に流れた曲。

## 収録曲

### CD
1. THE WAY HOPE GOES
作詞：ILL-BOSSTINO、作曲：O.N.O
2. PUSHER ON THE STREET(THAMEL TOWN DUB)
作詞：ILL-BOSSTINO、作曲：O.N.O
2ndアルバム『Sell Our Soul』に収録されている「路上」のリミックス
3. 智慧のDub
作詞：ILL-BOSSTINO、作曲：O.N.O
コンピレーションアルバム『ONLY FOR THE MIND STONE LONG』に収録されている「智慧の輪」のリミックス

### 12"EP
1. THE WAY HOPE GOES
2. S.S.F.(LIVE AT SHINJUKU LOFT. TOKYO 2004.12.29)
3. コンクリートリバー(LIVE AT SHINJUKU LOFT. TOKYO 2004.12.29)
4. 続・腐食(LIVE AT SHINJUKU LOFT. TOKYO 2004.12.29)